# The Forger (película de 2014)
The Forger es una película dramática de suspenso estadounidense de 2014 dirigida por Philip Martin y protagonizada por John Travolta. Comenzó a filmarse en octubre de 2013. Se estrenó en cines el 24 de abril de 2015.

## Sinopsis
Raymond Cutter, un criminal de segunda generación, hace un trato con un marchante de arte del hampa para salir de prisión y pasar tiempo con su hijo, que tiene un tumor cerebral inoperable. Cutter debe falsificar una copia de Mujer con sombrilla de Monet (en la Galería Nacional de Arte, Washington D. C.) y cambiarla por la real, con la ayuda de su hijo y su padre, para pagar el sindicato que arregló su liberación.

## Reparto
- John Travolta como Raymond J. Cutter
- Christopher Plummer como Joseph Cutter
- Abigail Spencer como la agente Paisley
- Jennifer Ehle como Kim Cutter
- Tye Sheridan como Will Cutter
- Anson Mount como Keegan
- Víctor Gojcaj como Dimitri

## Estreno
The Forger se estrenó en el Festival Internacional de Cine de Toronto el 12 de septiembre de 2014. Dos días antes del estreno, Saban Films adquirió los derechos de distribución en Estados Unidos por más de 2 millones de dólares.